# 카바다르치시

카바다르치 시의 위치

카바다르치시(마케도니아어: Општина Кавадарци)는 마케도니아 공화국 남부에 위치한 지방 자치체로 행정 중심지는 카바다르치이며 면적은 992.44km2, 인구는 38,741명(2002년 기준)이다. 서쪽으로는 프릴레프 시, 북쪽으로는 차슈카 시와 로소만 시, 북동쪽으로는 네고티노 시, 동쪽으로는 데미르카피야 시, 게브겔리야 시와 접하며 남쪽으로는 그리스와 국경을 접한다.